# Armada Imperial Japonesa
La Armada Imperial Japonesa (大日本帝國海軍 Dai-Nippon Teikoku Kaigun, «Armada del Gran Imperio japonés» o 日本海軍 Nippon Kaigun, «Armada japonesa») fue la armada del Imperio del Japón desde 1872 hasta 1945. Fue una de las marinas de guerra más poderosas durante la guerra del Pacífico, e incluso de toda la Segunda Guerra Mundial. Su rama aérea era una de las más potentes fuerzas aéreas navales existentes en ese momento, e incluso se podría decir que, compuesta por la élite de los pilotos de Japón, sometidos a un férreo entrenamiento y disciplina, era la fuerza armada más efectiva.
La continua modernización y la versatilidad de la ingeniería naval japonesa contribuyeron a que se produjeran unidades más avanzadas y mejor logradas tanto en diseño como en efectividad respecto a sus contrapartidas del resto del mundo. Los japoneses además desarrollaron los submarinos más grandes y con mayor autonomía de todos los participantes en la Segunda Guerra Mundial, anotándose importantes éxitos.
Durante los primeros años de la Segunda Guerra Mundial dominó la mitad asiática del océano Pacífico, pero factores como el desarrollo del radar contribuyeron al detrimento de la influencia japonesa en el mar, así como la capacidad militar e industrial estadounidense, con una mucho mayor capacidad de reemplazo de unidades perdidas, dado que Japón no estaba preparado para una guerra de desgaste. La pérdida de cuatro portaaviones, con sus expertos y casi irreemplazables aviadores en la batalla de Midway, marcó el punto de inflexión en el avance japonés. Tras ese punto, el empuje estadounidense fue erosionando su potencial hasta aniquilarla.
Tras la rendición de Japón y la posterior ocupación de los Aliados al final de la Segunda Guerra Mundial, la Armada Imperial fue disuelta en 1945. En la nueva Constitución de Japón elaborada en 1947, en cumplimiento del Artículo 9, Japón renunció al uso de la fuerza como medio para contribuir a la resolución de las disputas internacionales. Fue sustituida por la actual Fuerza Marítima de Autodefensa de Japón.

## La acelerada creación de la Armada Imperial Japonesa

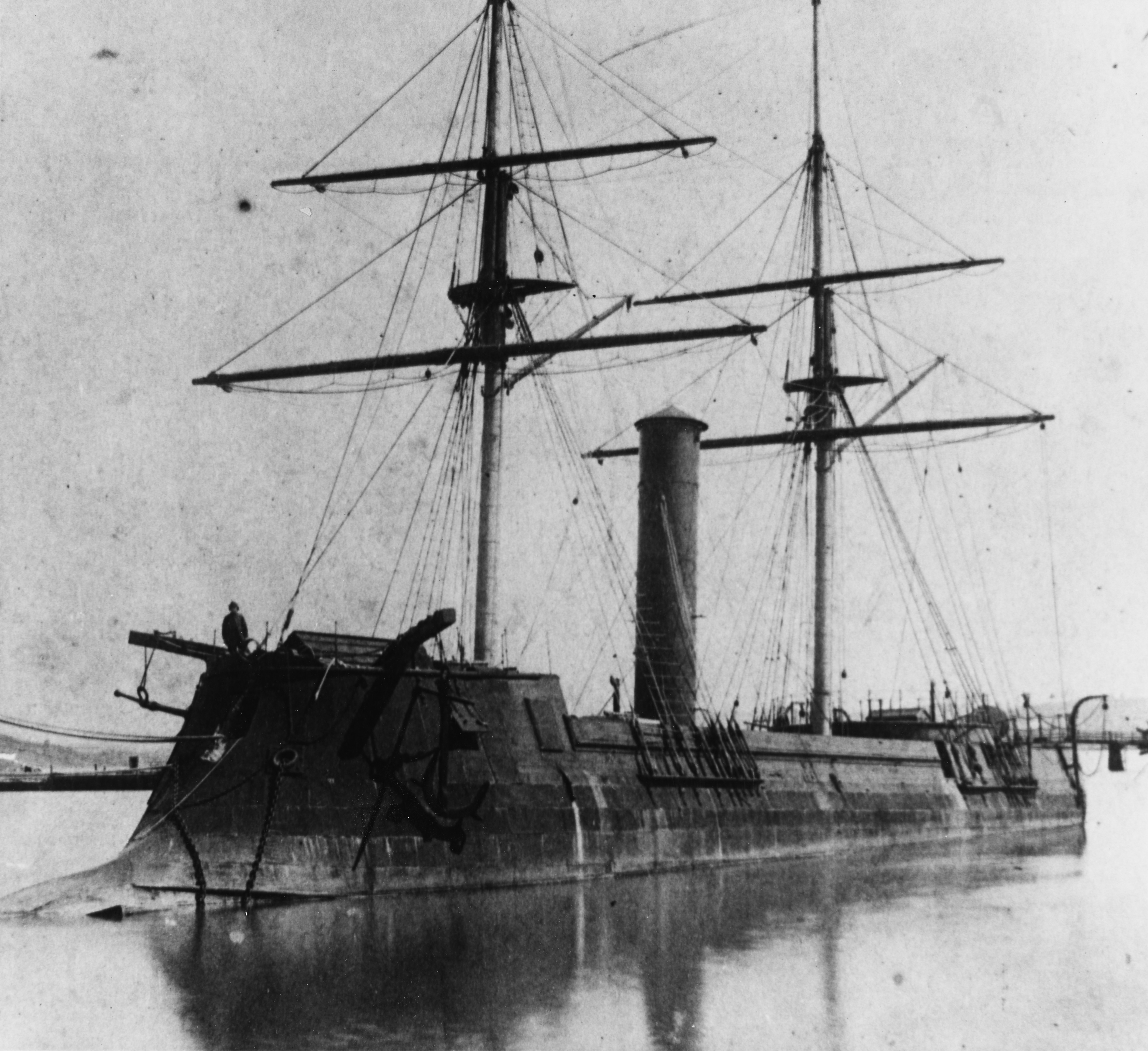
El Azuma, primer ironclad japonés.

Los primeros astilleros diseñados para crear naves de estilo occidental fueron los de Nagasaki, creados en 1857 bajo el shogunato. En 1869, durante la llamada Era Meiji se establece un plan para potenciar el arma naval japonesa en prevención de probables intervenciones armadas tanto de Estados Unidos como de otras naciones. Muy patentes estaban las incursiones del Comodoro Perry en 1854. Se ideó un ambicioso plan de 200 naves en 10 flotillas de 20 unidades cada una, pero rebeliones internas como las lideradas por el clan Satsuma en 1877 retrasaron el plan original por algún tiempo.
Como se requería el fortalecimiento de las fuerzas de mar, los japoneses se decidieron a crear una Armada a partir de cero. Para ello, los ingenieros japoneses observaron a sus probables rivales tales como Inglaterra y se decidieron a adoptar las políticas navales y militares de las potencias europeas para poder lograr no solo estar a la misma altura, sino además superarlos en el futuro. Para ello se envió en 1871 a una delegación de guardiamarinas a Inglaterra, a imbuirse en todo lo concerniente a lo naval, entre ellos iba Heihachiro Togo, que sería considerado el padre de la Armada Imperial Japonesa y futuro héroe de la Batalla de Tsushima. En 1871 se decretó que la Armada inglesa debía ser el modelo a seguir.
En 1876, estando en Inglaterra, Japón encargó la construcción de su primer acorazado, el Hiei, para sustituir su único barco acorazado hasta el momento, el Azuma, un ironclad fabricado en 1869. Togo supervisó la construcción y luego lo entregó en 1877 a su patria. Este fue el comienzo oficial de la Armada de alta mar Imperial Japonesa. Togo fue ascendido a capitán de navío. Para 1880 ya se poseían 5 navíos. Rápidamente se incorporó al Jho Sho Maru (Más tarde: Ryujo Maru), el Naniwa y el Takachiho, todo esto en 1879.
En 1880, el gobierno Meiji encarga la construcción de 48 navíos, de los cuales 22 son torpederos. También se obtuvo ejemplos de la marina de Francia para copiar algunas de las futuras unidades en construcción. 16 lanchas torpederas clase Kotaba fueron encargadas a Francia, a la famosa compañía Creusot, estos se remitieron por piezas a Japón donde se ensamblaron. En este periodo, los técnicos japoneses se embeben de la tecnología del torpedo y de las minas submarinas, desarrollando los primeros torpedos en 1884. En 1886, se funda el Centro de Entrenamiento de Torpedos en Yokosuka.
En 1886, se construyen los astilleros de Kure y Sasebo. El primer nombre que tuvo la Armada Imperial Japonesa moderna se llamó Kaikoku Nippon. El primer astillero en botar unidades es el de Yokosuka con la clase Sanseikan, 3 unidades con cañones de calibre 320 mm como armamento principal, estos tenían la categoría de cruceros. Estos eran el Matsushima con 4700 t e Itsukushima, construido en Francia y que sirvió de guía para los otros dos, y el Hashidate, todos clase Sanseikan. Se encarga a Inglaterra el Chiyoda (2438 t), un crucero pequeño que sirve de guía para construir en Yokosuka el Yaeyama, de 1800 t. Luego se bota el Takao de 1600 toneladas en el mismo astillero. Se encarga a Francia el Chishima, un explorador de 726 t.
El primer ingeniero naval japonés se llamó Sasō Sachū y fue el diseñador (copiador y mejorador) de estas unidades iniciales. Mientras tanto, Japón empezó a construir los futuros astilleros de Ishikawajima y Kawasaki. Además de intentar repotenciar las unidades existentes para contrarrestar a las unidades chinas que se iban incorporando provenientes de Alemania, Sachū debió además adecuarlas a las particulares condiciones de mar que rodean al Japón. El primer contraalmirante se llamó Tsuboi Kozo y dirigió en 1892 la construcción del Yoshino, siendo el crucero más rápido del mundo, este fue botado en los astilleros ingleses Armstrong Works en Elswick, Newcastle sobre el río Tyne.

## Primera guerra sino-japonesa

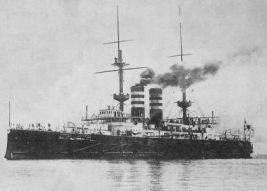
Acorazado Mikasa.

A medida que Japón iba modernizando su Armada, las necesidades de materiales iban en aumento, de este modo Japón ejerció presión para controlar la península de Corea, bajo control chino. China había comenzado un programa de modernización naval unos años antes, encargando unidades a Alemania. Esta situación condujo a una serie de escaramuzas previas y finalmente al inicio de hostilidades el 1 de agosto de 1894.
El 17 de septiembre de ese año la flota japonesa alcanzó el estuario del río Yalu y sorprendió a la flota de Beiyang de los chinos, a la que infligió una contundente derrota con la pérdida del 70 % de sus efectivos. En esa batalla se demostró además la corrupción imperante en China, pues parte de los proyectiles artilleros habían sido cargados con agua o cemento en lugar de explosivo. También es de destacar que altos cuadros de la flota china abandonaron sus puestos y huyeron apenas empezaron a caer proyectiles. Todo ello contribuyó a que una flota japonesa inferior ganase la batalla.
Finalmente China firmó la rendición en 1895, concediendo la independencia a Corea, y entregando como compensación Taiwán, las islas Pescadores, y la península de Liaodong en Manchuria , aunque Rusia obligó a Japón a devolverla a China, solo para que los rusos la ocuparan a su vez poco después. Al quedar de este modo desestabilizada la situación geopolítica de la zona, futura semilla para el próximo conflicto entre el Imperio japonés con el Imperio ruso, se produjeron tensiones entre Rusia y Japón que el Reino Unido veía con buenos ojos. En 1900, Japón intervino en China nuevamente en la llamada Rebelión de los Boxers junto a Alemania y otras naciones.

## Guerra ruso-japonesa

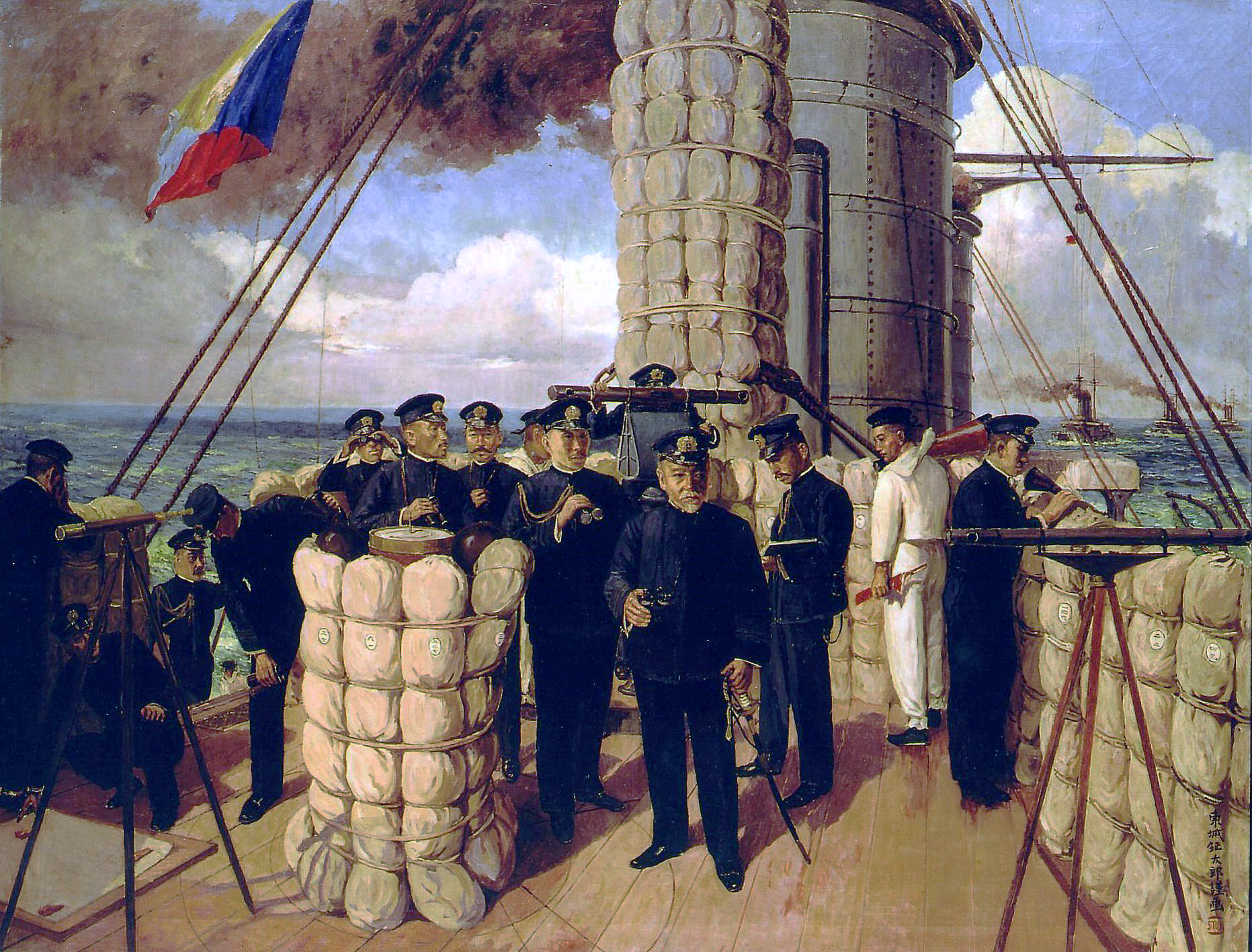
El almirante Tōgō Heihachirō en el puente del acorazado Mikasa, al comienzo de la batalla de Tsushima (1905).

Considerando la penetración rusa en Corea y Manchuria un riesgo a su seguridad nacional, Japón exige a Rusia que abandone Manchuria, en cumplimiento de los acuerdos de 1900. Rusia dilata las conversaciones diplomáticas durante 2 años. Cabe destacar que Nicolás II sentía animadversión hacía el país nipón a raíz de un atentado ocurrido durante una visita de cortesía en 1891. Japón, harto de esperar en vano una respuesta, y tras enviar un ultimátum, rompe relaciones diplomáticas el 6 de febrero de 1904. Un día antes, el 5 de febrero, las hostilidades se inician con un ataque a Port Arthur, que no puede ser considerado ataque sorpresa por la existencia del ultimátum.
La Armada Imperial Japonesa debido a la alianza con Inglaterra se había potenciado con excelentes navíos de guerra de todo tipo, además había encargado varias otras unidades a Francia, Alemania, una a los Estados Unidos e inclusive un buque adquirido a la Armada de Chile, el crucero Esmeralda, rebautizado posteriormente como Izumi .
El entrenamiento japonés era intensivo, además los proyectiles desarrollados eran del tipo antiblindaje. Las condiciones de desenlace favorable siempre estuvieron en las manos del Japón. Los rusos en cambio, carecían de la disciplina adecuada, la oficialidad caía en la franca mediocridad y sumado a los conflictos internos de Rusia, lo anticuado de sus naves y la inoperancia de sus mandos, la catástrofe se veía venir.
En 1904, Japón puso sitio a Port Arthur y se realizaron una serie de escaramuzas, todas fatales para los rusos, en el mismo puerto fue masacrada y convertida en pecios parte de la flota rusa. En la Batalla de Tsushima en 1905, Japón destruyó el resto de la flota rusa proveniente del mar Báltico y Rusia se vio obligada a solicitar el armisticio bajo la tutela de Estados Unidos, quien se ofreció de mediador. Dentro de las estipulaciones del armisticio, Japón renunciaba a conquistar nuevos territorios, lo que fue mal visto por los militares japoneses, estas disposiciones fundaron la semilla de guerra nuevamente, esta vez con los Estados Unidos para el futuro. La derrota de Rusia fue recibida con verdadera conmoción en Occidente, el Japón se ganó el respeto de las potencias europeas, especialmente a través de Asia. Que un país asiático pudiera derrotar en un conflicto bélico a una potencia establecida resultó particularmente inspirador para varios movimientos independentistas anticoloniales alrededor del mundo.
De ahí en adelante la Armada Imperial Japonesa se erigió como una de las más poderosas y temidas del mundo en esa época. Después de esta guerra y como consecuencia principal, la armada adquirió prestigio nacional e internacional y quizás lo más nefasto es que se instaló en la conciencia japonesa el mal de victoria. Esta mentalidad adquirida condujo a que el Japón se desarrollara por un lado como una de las armadas  más poderosas, modernas y potentes del mundo y por otro lado abriera sus apetitos expansionistas en la búsqueda de recursos naturales.

## Primera Guerra Mundial

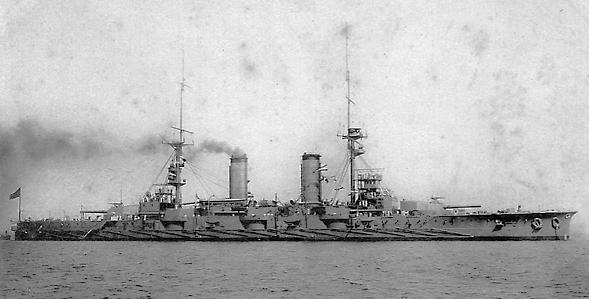
Satsuma en 1906.

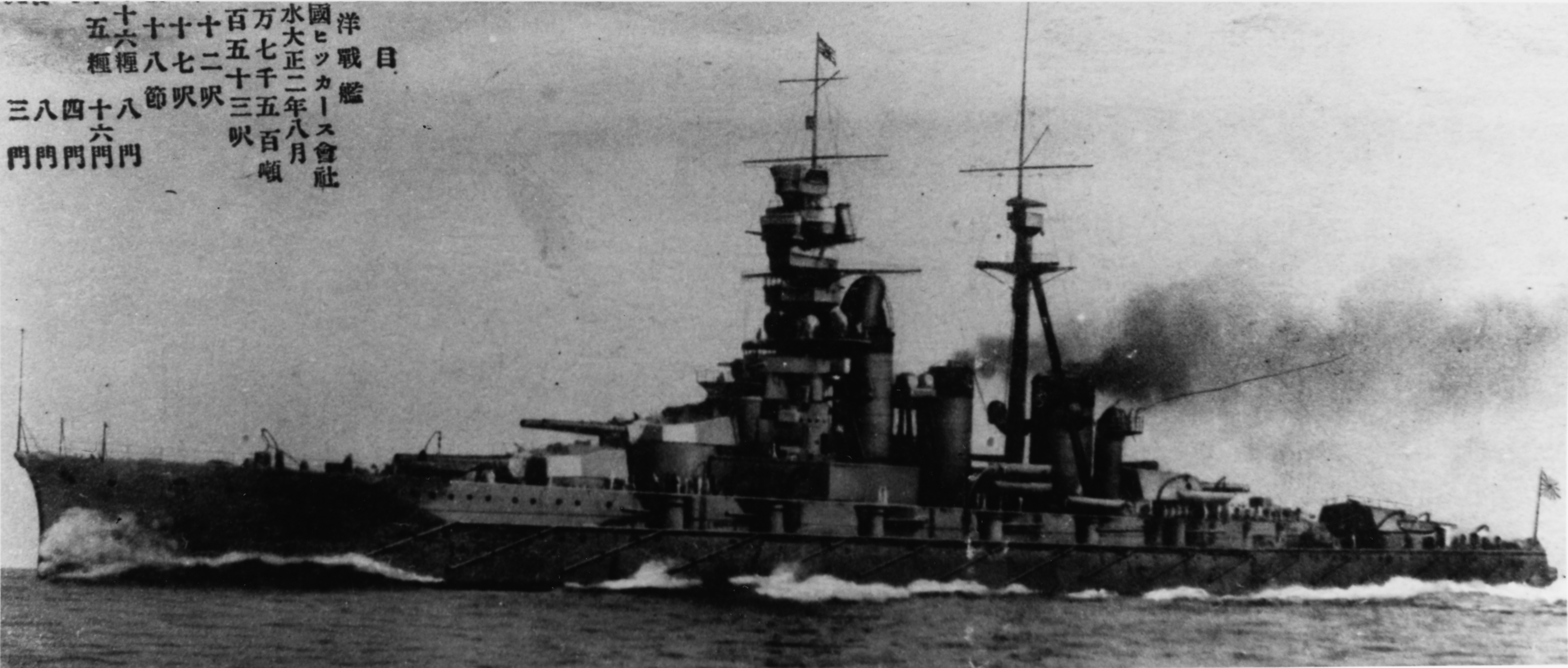
Acorazado Kongo en 1925.

Con la apertura de la entonces llamada Gran Guerra, Japón continuó aliado al bando inglés adquiriendo de este modo como enemigos a Alemania y el Imperio austrohúngaro. Japón siguió aumentando su Armada, con acorazado monocalibre tipo Dreadnougth, Satsuma botado en Yokosuka en 1906, curiosamente antes que el mismo HMS Dreadnought, que sin embargo entró antes en servicio, pues el Satsuma, no lo hizo hasta 1909. A este le siguió el acorazado Kawachi (1912). Posteriormente se le sumó el nuevo crucero de batalla Kongo, el buque más moderno y potente de su época, seguido por el resto de miembros de su clase, los Hiei (1912), Haruna y Kirishima en 1913. A raíz del conflicto mundial Inglaterra intentó obtener en préstamo el Kongo, a lo que Japón se negó, siendo este el último buque construido para la Armada Imperial Japonesa fuera de astilleros japoneses.
De diseño y construcción totalmente nipones fue ya la clase Fusō, compuesta por los acorazados Fusō y Yamashiro; luego un perfeccionamiento sobre esta clase, mejorando blindaje y armamento dio lugar a la clase Ise, cuyos miembros eran el Ise y el Hyuga. Posteriormente vinieron los acorazados Nagato (1919) y Mutsu (1921), que constituyeron la vanguardia en acorazados.
La intervención de Japón en la Gran Guerra se inició con el asedio y conquista de Tsingtao en la batalla de Tsingtao.
El 15 de agosto de 1914, Japón dio un ultimátum a la Alemania imperial conminándola a salir de las aguas chinas y japonesas y transferir el control de Tsingtao a Japón. La flota alemana al mando del conde Maximilian von Spee que estaba al ancla en ese puerto se retiró casi en su totalidad hacia sus posesiones del Pacífico, en Pagan, en las Marianas. Se destacó el crucero SMS Emden para realizar guerra de corso en ese sector. El 23 de agosto, el plazo expiró y Japón inició el ataque por tierra con infantería el 13 de septiembre, contando el apoyo naval de unidades pesadas como el Suwo, el Kongo, el Kawachi y el Settsu, rindiéndose la plaza defendida por los alemanes el 6 de noviembre. Una vez destruida la flota de Spee en la Batalla de las islas Malvinas, Japón aprovechó las circunstancias y se apropió de las posesiones de Alemania en las Marianas, Islas Carolinas y las Marshall hasta el fin del conflicto. También se destacó en el Mediterráneo una flotilla de destructores liderada por un crucero ligero, que protegieron efectivamente convoyes Aliados, con la única pérdida de un destructor a manos de un submarino austrohúngaro, por ello, una vez terminado el conflicto, Japón recibió como compensación de guerra varios submarinos alemanes, que fueron minuciosamente estudiados y que darían pie a la posterior potente flota submarina japonesa.
Al finalizar la Primera Guerra Mundial, y en el plazo de unas cuatro décadas, la Armada japonesa era la tercera flota del mundo, y la ingeniería naval japonesa estaba en condiciones de superar a sus pares.

## El Tratado naval de Washington de 1922
| Limítes de toneladas |                               |                               |
| País                 | Acorazados                    | Portaaviones                  |
| Inglaterra           | 525,000 toneladas (533,000 t) | 135,000 toneladas (137,000 t) |
| Estados Unidos       | 525,000 toneladas (533,000 t) | 135,000 toneladas (137,000 t) |
| Japón                | 315,000 toneladas (320,000 t) | 81,000 toneladas (81,000 t)   |
| Francia              | 175,000 toneladas (178,000 t) | 60,000 toneladas (61,000 t)   |
| Italia               | 175,000 toneladas (178,000 t) | 60,000 toneladas (61,000 t)   |

Para 1920, Japón se había embarcado en un ambicioso programa naval que buscaba intentar equipararse a Inglaterra y los Estados Unidos. Se habían puesto en grada dos acorazados: el Kaga y el Tosa, que eran mejoras de los acorazados tipo Nagato; además se estaban construyendo cuatro cruceros de batalla con cañones de 16 pulgadas: El Amagi, Takao, Atago, Akagi.
Además estaban ya planificados dos nuevos acorazados que superarían a la clase Kaga, el Kii y el Owari.
El rápido y sorprendente desarrollo de la Armada Imperial Japonesa causó alarma en los círculos ingleses y estadounidenses. Estados Unidos logró que Japón se concertara en un tratado que desaceleraría la carrera en armamento naval que Japón había impuesto sobre estas naciones. Para lograr que Japón firmara dicho acuerdo se ofreció a la nación nipona un acuerdo cuatripartito en el cual Inglaterra y Estados Unidos renunciaban a construir bases en Hong Kong y en las Filipinas durante 10 años, garantizando una especie de hegemonía de Japón en toda el área del Pacífico oriental. A cambio, Japón se abstenía de construir más acorazados por el plazo de 10 años y seguiría siendo la tercera armada en importancia del mundo. Estados Unidos e Inglaterra tendrían un tonelaje bélico de 525 000 toneladas; Japón solo 315 000 toneladas en buques de guerra, Francia quedaría en 4.º lugar con 175 000 toneladas, lo mismo que Italia.

## El periodo de 1922 a 1932
Japón dio rápido cumplimiento al tratado y quedaron en trámite de desguazar en grada, el Kaga (a medio construir) y el Tosa (casi terminado) que fue empleado como pontón y blanco. Se desguazó además el Takao y el Atago.
Es en este punto, que la Armada Imperial Japonesa se empieza a interesar en una nueva arma, el portaaviones, y hace los cambios necesarios para la transformación de algunas naves. El Akagi y el Amagi seguirían camino a ser reconvertidos en la nueva arma que postulaba el capitán de navío Isoroku Yamamoto, el portaaviones de ataque, cuya expresión inicial era el pequeño portaaviones experimental y diseñado desde el principio como tal, el Hōshō de 1921. En 1923, se botó el primer crucero pesado en su verdadero concepto, el Yubari, cuyo diseño inspiraría a los clase Furutaka. El casco del Kaga siguió el mismo camino más tarde y fue botado como portaaviones en 1923. Si bien el tratado limitaba el número de unidades a Japón, los ingenieros navales japoneses se propusieron como objetivo que cada unidad fuese superior en armamento, velocidad y blindaje. De este modo, se cambiaron los calibres de los cañones en las unidades clase Kongō montándoseles cañones de 356 mm y a los clase Nagato, se les dotó con piezas de 410 mm, al momento de ser montados estos cañones, eran los de mayor calibre a flote. En 1925, se botaba el portaaviones Akagi con su singular diseño de tres cubiertas y se comisionaría en 1927.
En 1926, se botó el primer submarino I-1 clase Junsen, con un desplazamiento de 2480 toneladas y 97,5 m de eslora armado con cañones de 140 mm y seis tubos lanzatorpedos de 530 mm. Luego se botaron en rápida sucesión, los tipo: KD2 (1 unidad), KD3 (8 unidades), KD4 (4 unidades) y KD5 (2 unidades); estos submarinos eran bastante similares entre sí, podían sumergirse a 100 m de profundidad, navegar a 8 nudos en inmersión y 21 nudos en superficie.

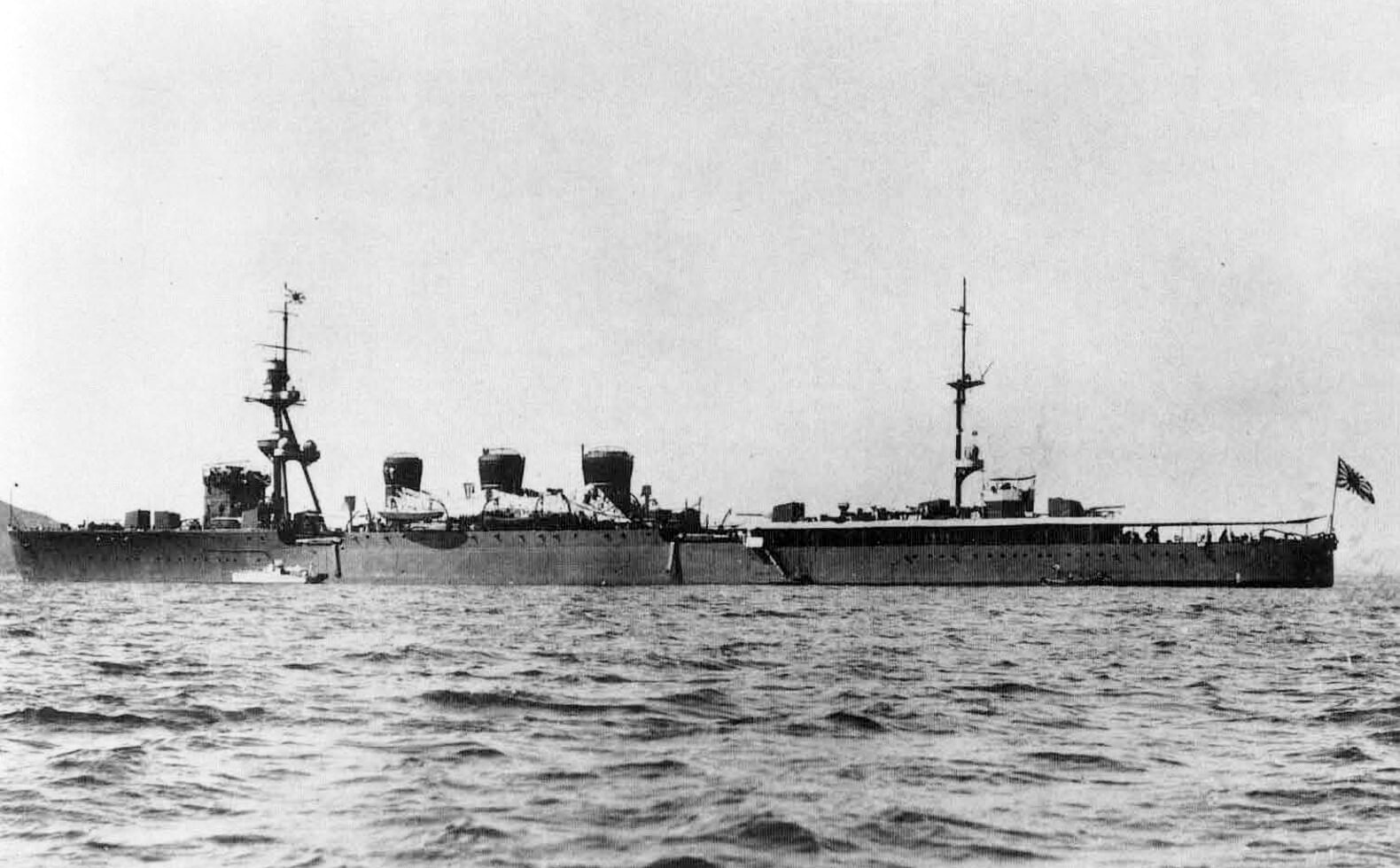
Crucero ligero Kuma.

Los clase Kuma, eran cruceros exploradores basados en el Tenryu y resultaron ser unidades muy prácticas para todo cometido, en especial el abastecimiento y asistencia de submarinos en alta mar, más tarde se les usaría como buques de transporte de soldados. A estas unidades les siguieron los clase Natori con puente más robusto pero con la misma línea del casco que sus predecesores y más tarde, los rápidos y mejor armados clase Jintsu.
En 1928, Japón marcó una sustancial diferencia al botar los destructores clase Fubuki, cuyo armamento central eran 3 torretas cerradas de lanzatorpedos capaz de lanzar el famoso torpedo Tipo 93 de 610 mm de diámetro, con propulsión por oxígeno y sin estela. Los clase Fubuki eran destructores capaces de maniobrar y atacar aun en estado de mar gruesa que era característico del mar de Japón, a una gran velocidad y además estaban excelentemente artillados. El innovador diseño del Fubuki sirvió de guía a otros países y superó a los que ya había botado Japón tales como los Minekaze, los Momi y los Mutsuki dejándolos virtualmente anticuados en menos de 8 años.
Mientras se construían los portaaviones, los japoneses fueron asistidos por expertos ingleses en el entrenamiento de pilotos navales y técnicas de lanzamiento de torpedos y bombardeo en picado. El Ryujo o Ryujyo fue el segundo portaaviones ligero de la Armada Imperial Japonesa. Fue construido en los astilleros de Mitsubishi en Yokohama en 1929, botado en 1931 y comisionado en 1933.

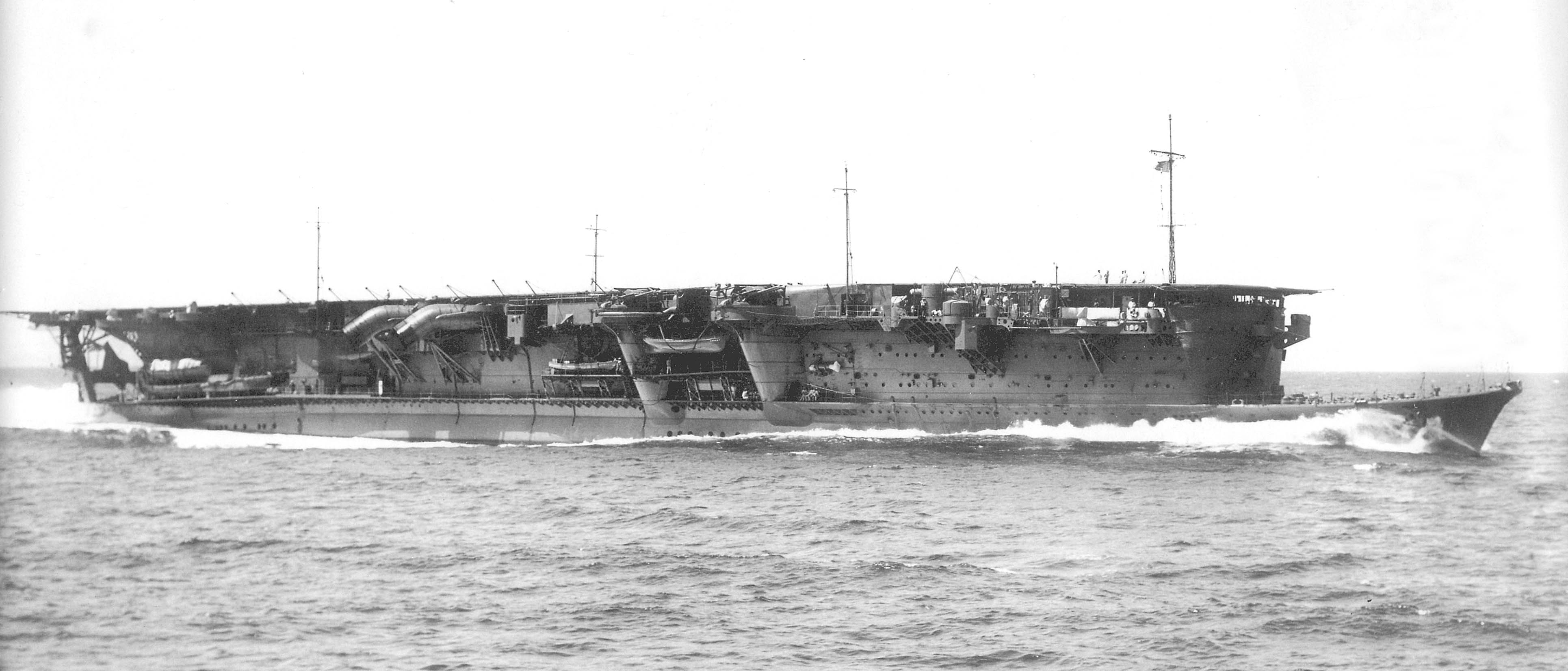
Portaaviones ligero Ryūjō.

Asimismo, fueron botados los primeros y más modernos cruceros de reducto central, los clase Furutaka con artillería de 197 mm. Luego siguieron los clase Aoba con una artillería de 203 mm en 3 torretas dobles, todos no sobrepasaban las 10 000 toneladas de desplazamiento. En 1928, se botaron los clase Myōkō, que eran superiores a los anteriores con cañones de 203 mm en 5 torretas dobles, estos magníficos navíos causaron una enorme impresión cuando se presentaron en  Inglaterra en 1929.
En 1933, se colocaron sobre la mesa los primeros esbozos de los que serían los super acorazados clase Yamato, cuyo diseño superaba a cuanto se conocía en ese momento. Cabe destacar que Japón consideraba como serio adversario a los Estados Unidos debido a su intervencionismo en los intereses de Japón por conquistar nuevos territorios.

### Conferencia naval de Londres de 1930
En esta conferencia celebrada en el Reino Unido, Japón intentó poseer 78.000 toneladas en submarinos, pero solo se consiguieron 52.000 toneladas tanto para el mismo Japón como para Estados Unidos e Inglaterra. Esto no dejó contentos a los japoneses pues aquel número limitaba los planes estratégicos de la flota combinada. La aceptación política de este tratado separó las fuerzas políticas civiles de las militares en un ambiente convulsionado y trajo consecuencias a posteriori.

## Perfil formativo de un marino japonés
La instrucción de un marino en la Armada Imperial Japonesa era muy dura, se exigía la obediencia absoluta y estar dispuesto al sacrificio en bien de su patria.
Para las clases menores, los errores se pagaban con azotes en los muslos e incluso prisión. La reiteración significaba una humillante expulsión de las filas. Se enfatizaba la cooperación y el trabajo en equipo, que el marino fuese creativo y dispuesto a incluso tomar decisiones en caso de no contar con oficiales al mando.
Para la oficialidad, la vida no era menos dura, se les exigía que no solo fuesen autómatas en ejecutar las órdenes sino que fuesen capaces de cuestionarlas y proponer ideas e iniciativas nuevas a su oficial superior. Si el superior se mantenía en la postura, el oficial debía obedecer ciegamente lo ordenado. El oficial podía incluso discutir, proponer, desmentir y explayar sus ideas sobre un determinado plan sin faltar el respeto a la institución monolítica del mando. Una vez hallado el consenso, el plan se ejecutaba al pie de la letra, sin dar un paso atrás.

## Ocupación de Manchuria y segunda guerra sino-japonesa

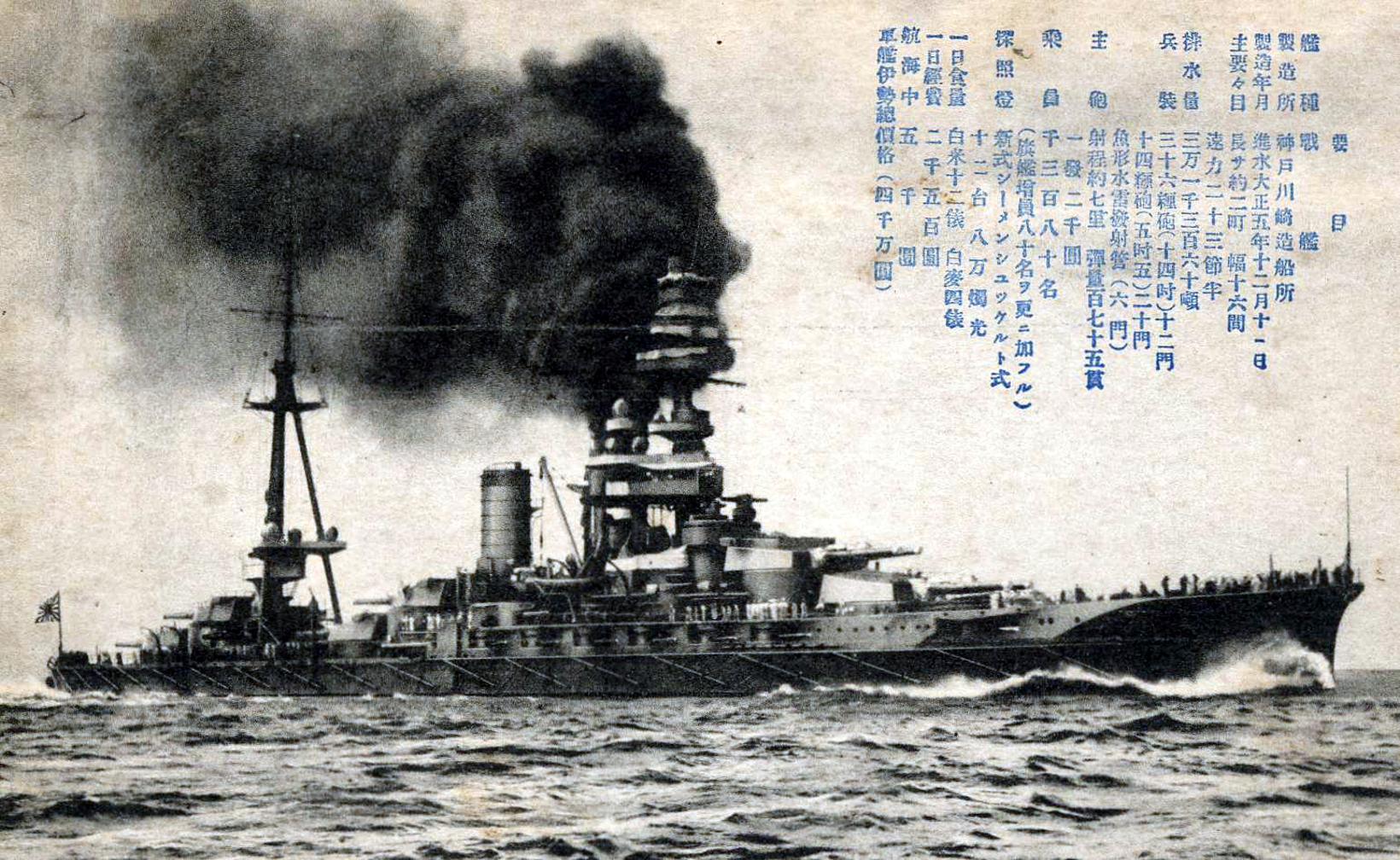
Acorazado Ise en sus inicios.

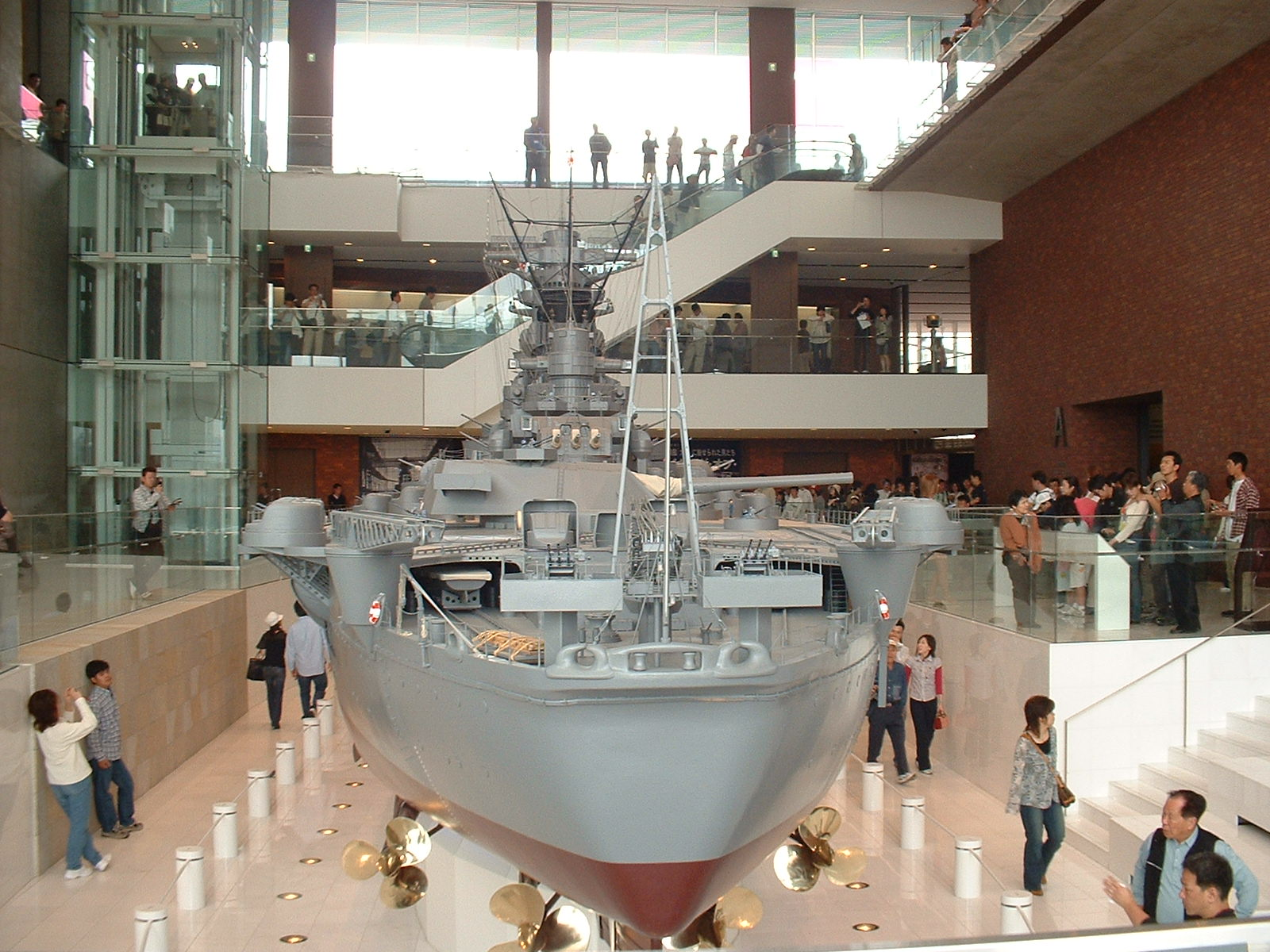
Modelo del Yamato.

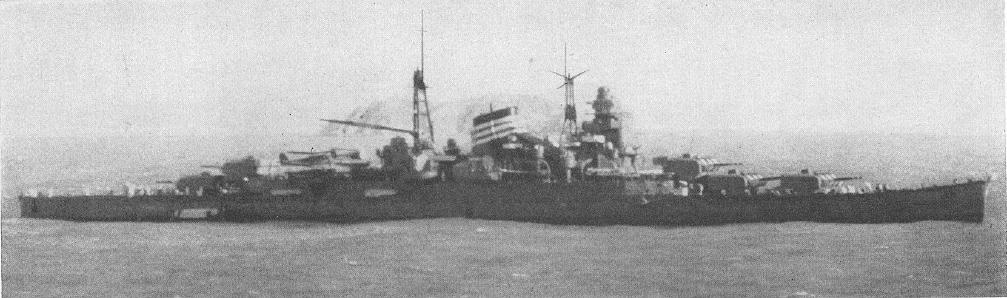
Crucero Suzuya.

El Ejército Imperial Japonés invadió Manchuria en 1931 y fundó el estado títere de Manchukuo con el exemperador chino Pu-yi como cabeza política visible. En 1933, Japón se retiró de la Sociedad de Naciones y en 1934, se desprendió de los tratados firmados hasta entonces desamarrándose de las limitaciones armamentísticas y estratégicas que tanto estorbaban a los círculos militares y navales del Imperio nipón.
En 1933, se esbozaron los primeros planos de los superacorazados clase Yamato. Entre 1934 y 1935 el Kaga fue profundamente modificado, eliminando sus tres cubiertas y dotándolo de una única cubierta completa. El Akagi experimentó la misma modificación entre 1935 y 1938. En 1937, se sumó a la flota de portaaviones el Soryu, y se botó una versión mejorada del Soryu, el Hiryu, que al año siguiente también se uniría a la flota. En marzo de ese año se ordenó el primer superacorazado, el Yamato.
El 19 de agosto de 1937, el USS Augusta anclado en la salida del Yang Tzé en el puerto de Nankín fue atacado por un avión japonés causándole una baja. Este crucero estadounidense estaba realizando labores de evacuación de connacionales de territorio chino, la Armada Imperial Japonesa se disculpó aduciendo confusión del piloto. En noviembre de 1937, se colocó en grada la quilla del Yamato, y se ordenó al Musashi. El 12 de diciembre de 1937, tuvo lugar el segundo incidente japonés-estadounidense entre el USS Panay y aviones de patrulla japonesa. El resultado del incidente fue el hundimiento de la unidad estadounidense en el Yang-Tzé, la muerte de un periodista italiano y dejar herido al capitán y a 43 marineros, 11 de ellos de gravedad. La Armada Imperial Japonesa pidió disculpas aduciendo un error de identificación. El gobierno estadounidense se ofreció en mediación en el conflicto pero las pretensiones y amenazas de embargo de petróleo no hicieron otra cosa que ahondar las distancias entre ambos gobiernos. Estados Unidos exigió formalmente la salida de las fuerzas japonesas de territorio chino, lo que se interpretó como una amenaza hostil  por los círculos militares japoneses.
En junio de 1938, se coloca en grada al segundo superacorazado clase Yamato, el Musashi. Más tarde, se encarga el tercer acorazado, el Shinano.

## Segunda Guerra Mundial

### Situación pre bélica

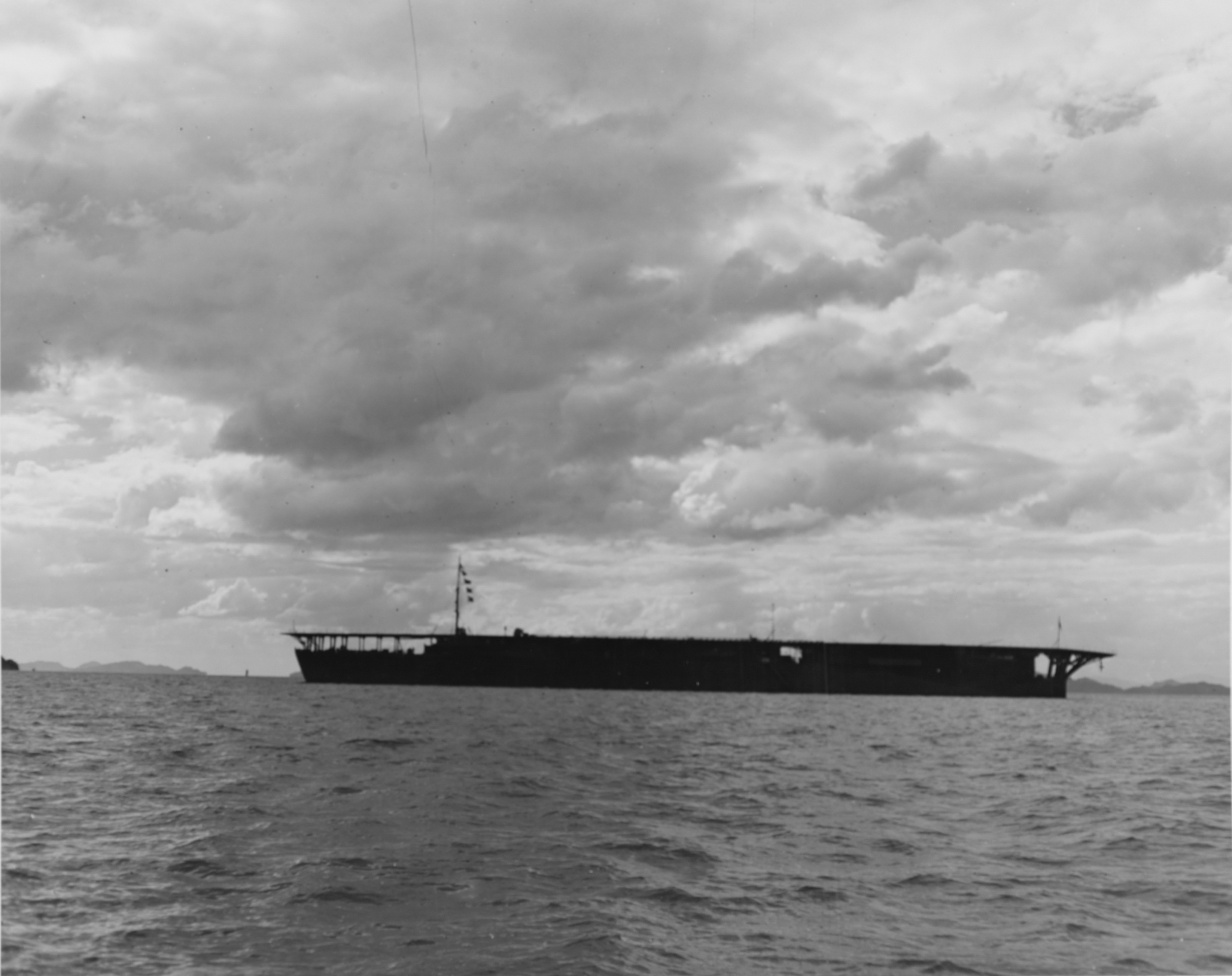
El Hōshō, el primer navío diseñado para servir como portaaviones en el mundo fue terminado en 1922.

En 1940, el ambiente en el Pacífico era candente, los japoneses seguían ocupando el territorio chino y los intereses estadounidense estaban siendo mellados por la política militar expansionista japonesa. Los Estados Unidos y el Reino Unido impusieron un embargo de metal en bruto seguido por uno de petróleo, una congelación de bienes y el cierre del Canal de Panamá para naves japonesas. Japón empezó a ser ahogado peligrosa y económicamente al cortársele los suministros de metales y de petróleo. Dada la situación imperante, los militares y la oficialidad de la Armada nipona acabaron por sobreponerse en los designios políticos del Japón. Nunca antes el Japón se había sentido más fuerte para afrontar un conflicto a gran escala. Los militares japoneses consideraban a los estadounidenses como seres desprovistos de voluntad nacional, perezosos y viciosos.

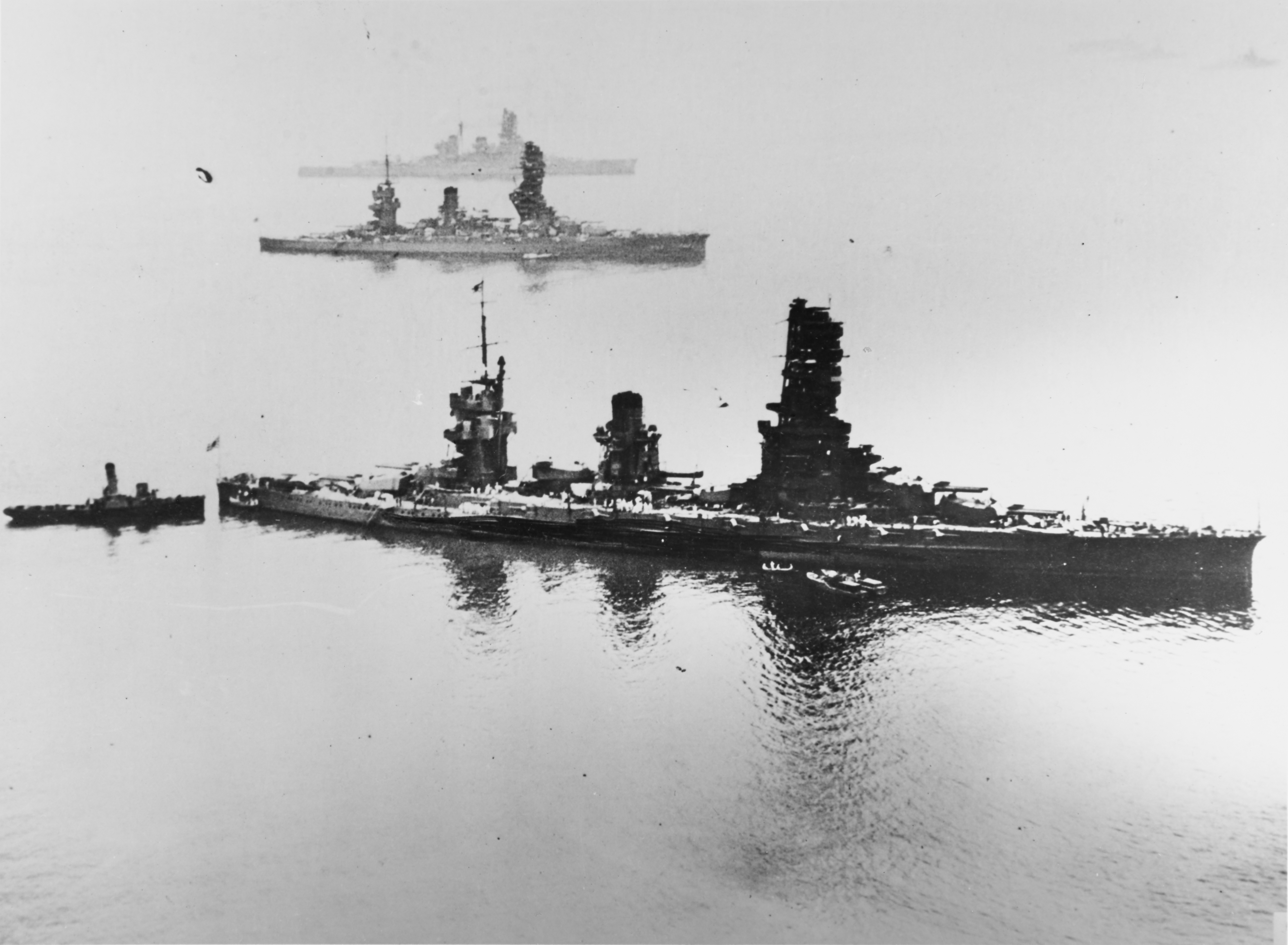
Los acorazados Yamashiro, Fuso y Haruna (en el mismo orden).

De acuerdo con la concepción histórica tradicional entre 1945 y 1989, el mismo emperador Hirohito fue arrastrado por las corrientes bélicas en el palacio, y era manipulado desde atrás sutilmente por militares japoneses enardecidos en nacionalismo que deseaban la guerra con Estados Unidos. La documentación histórica publicada tras la muerte de Hirohito sugiere una mayor implicación del emperador en esta política bélica y su directo respaldo a los militares más nacionalistas (facción Tōseiha). A raíz de estos hallazgos, surgió una controversia, que aún continúa, sobre el alcance de la participación de Hirohito en la guerra.
La creciente tensión en el Pacífico llevó a que finalmente el gobierno japonés se aviniera a firmar el 27 de septiembre de 1940 el denominado Pacto Tripartito e integrar las fueras del Eje.
Por él, Japón reconocía el liderazgo de Alemania e Italia en Europa y las dos potencias fascistas aceptaban la hegemonía nipona en Asia. Además, y aquí estaba la clave del pacto, los tres firmantes se prometían emplear cualquier medio político, económico o militar  para ayudarse en caso de ser atacados por cualquier potencia no involucrada en la guerra europea o en el conflicto sino-japonés. El pacto iba dirigido evidentemente contra Estados Unidos e indirectamente a la Unión Soviética.
A fines de 1940, el almirante Isoroku Yamamoto fue llamado a Palacio para que pusiese a la Armada en pie de alerta ante el escenario que se estaba desarrollando. Yamamoto explicó al príncipe Konoye que él solo podía garantizar un año de victorias y que si Japón era incapaz de colocar un golpe contundente y poner de rodillas al gigante estadounidense, las cosas iban a tornarse muy difíciles para el Imperio japonés. Se le solicitó a Yamamoto que elaborara un plan para dar ese primer golpe a Estados Unidos. En esa época se trasladaron a los astilleros los transatlánticos Izumo Maru Y Kashiwara Maru para ser transformados en los portaaviones ligeros Junyo y Hiyō.
El ataque inglés a Tarento en 1940 dio luces a los japoneses sobre lo que podían hacer aviones armados con torpedos contra acorazados anclados en un puerto. Muchos estrategas y oficiales de la Armada fueron convocados a bordo del acorazado Nagato en marzo de 1941 y se les pidió un esbozo de plan de ataque. El plan denominado plan Z, finalmente aceptado, fue el presentado por Minoru Genda, hábil estratega japonés, cuyo plan estaba basado en el ataque a Tarento. Los preparativos y entrenamiento empezaron en marzo de 1941. El estado militar del Japón para 1941, no podía ser mejor, estaba equiparado al poderío militar estadounidense e incluso superaban en calibre y número de cañones a flote a los estadounidenses. Los efectivos en servicio eran para diciembre de 1941 291.359 marineros y oficiales, incluyendo 1500 pilotos, de los cuales 350 eran altamente entrenados y servían en los portaaviones.
En el momento previo del ataque a Pearl Harbor en diciembre de 1941, la Armada Imperial Japonesa contaba con:
Acorazados

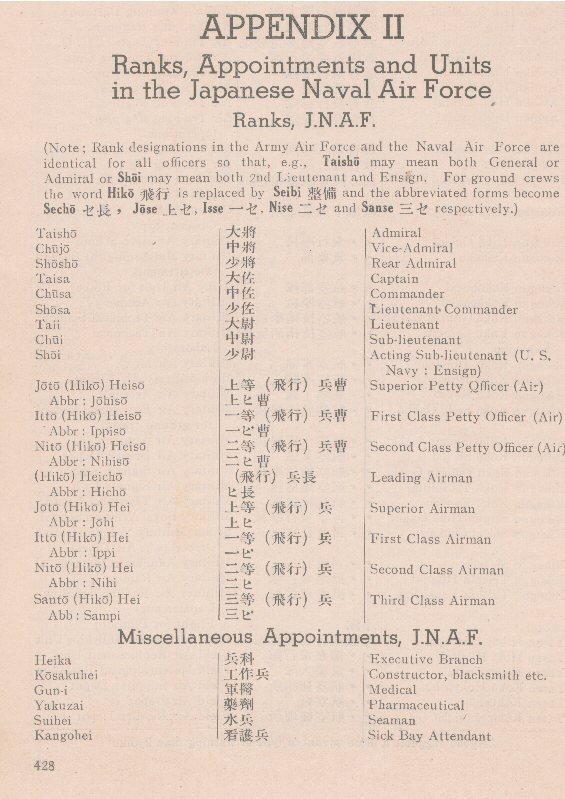
Rangos del Servicio Aéreo de la Armada Imperial Japonesa.

- 11 en total (más 3 en construcción)(1)
  - 4 clase Kongō conversiones de crucero de batalla. Construidos entre 1913 y 1915
  - 2 clase Fusō construidos entre 1915 y 1917
  - 2 clase Ise construidos entre 1917 y 1918
  - 2 clase Nagato construidos entre 1920 y 1921

(1) 4 clase Yamato (Uno, el Yamato, prácticamente terminado, y 3 más en construcción (uno, el Musashi, otro, el Shinano, convertido más tarde en portaaviones, y el cuarto, finalmente no terminado))
Portaaviones
- 10 (más 7 en construcción) (1)
  - Hōshō construido en 1922
  - Akagi (ex-crucero de batalla, convertido en 1927)
  - Kaga (ex-acorazado, convertido en 1928)
  - Ryūjō completado en 1933
  - 'Taihō' iniciado en 1941, terminado en 1943 y asignado el año posterior.
  - Shinano (ex-acorazado clase Yamato, reconvertido tras la batalla de Midway y botado en 1944)
  - 2 clase Sōryū construidos entre 1937 y 1939
  - 2 clase Shōkaku construidos en 1941 (todavía en pruebas)

(1) Shōhō, Zuihō, Junyō, Hiyō, Unyō, Chuyo y Taiyō conversiones de otros tipos de buque.
Cruceros pesados
- 18 (más 1 en construcción)(1)
  - 2 clase Furutaka construidos entre 1926 y 1927
  - 2 clase Aoba construidos entre 1926 y 1927
  - 4 clase Myōkō construidos entre 1928 y 1929
  - 4 clase Takao construidos en 1932
  - 4 clase Mogami construidos entre 1935 y 1937(2)
  - 2 clase Tone construidos en 1941

(1) Ibuki ordenado como crucero, transformado en portaaviones: no terminado.

(2) los Mogami se construyeron como cruceros ligeros, pero se modificaron como cruceros pesados durante 1941.
Cruceros ligeros
- 20 (más 9 en construcción)(1)
  - 2 clase Tenryū construidos en 1919
  - 5 clase Kuma construidos entre 1920 y 1921
  - 6 clase Nagara construidos entre 1922 y 1926
  - 1 clase Yūbari construido en 1923
  - 3 clase Sendai construidos entre 1924 y 1925

(1) 3 clase Katori (1 cancelado, el Kashiwara), 4 clase Agano y 2 clase Ōyodo (1 cancelado, el Niyodo)
Destructores
- 108 (más 43 en construcción)(1)
  - 3 clase Momi construidos entre 1920 y 1922
  - 13 clase Minekaze construidos entre 1920 y 1922
  - 7 clase Wakatake construidos entre 1922 y 1923
  - 4 clase Kamikaze construidos entre 1922 y 1924
  - 12 clase Mutsuki construidos entre 1925 y 1927
  - 20 clase Fubuki construidos entre 1918 y 1931
  - 4 clase Akatsuki construidos entre 1932 y 1933
  - 6 clase Hatsuharu construidos entre 1933 y 1935
  - 10 clase Shiratsuyu construidos entre  1936 y 1937
  - 10 clase Asashio construidos entre 1937 y 1938
  - 18 clase Kagerō construidos entre 1939 y 1941
  - 1 clase Yugumo construido en 1941

(1) 27 clase Yugumo y 16 clase Akizuki en construcción
Submarinos
- 68 submarinos
- 50 minisubmarinos Ko-hyoteki

Otros
- 90 patrulleras, lanchas armadas, mercantes armados y caza-submarinos
- 6 minadores,
- 42 dragaminas
- 55 auxiliares

Mercantes
Gran cantidad bajo directo control de la Armada, como mercantes armados.
- 1939 - 2.337 con 5.629.845 toneladas.
- construcción de 4.250.000 toneladas durante la Segunda Guerra Mundial.

Aviones
- 1750 de primera línea, con 370 de entrenamiento
  - 660 cazas
  - 330 aviones de ataque embarcados
  - 240 bombarderos bimotores
  - 520 hidroaviones e hidrocanoas

### Entrada en la Segunda Guerra Mundial

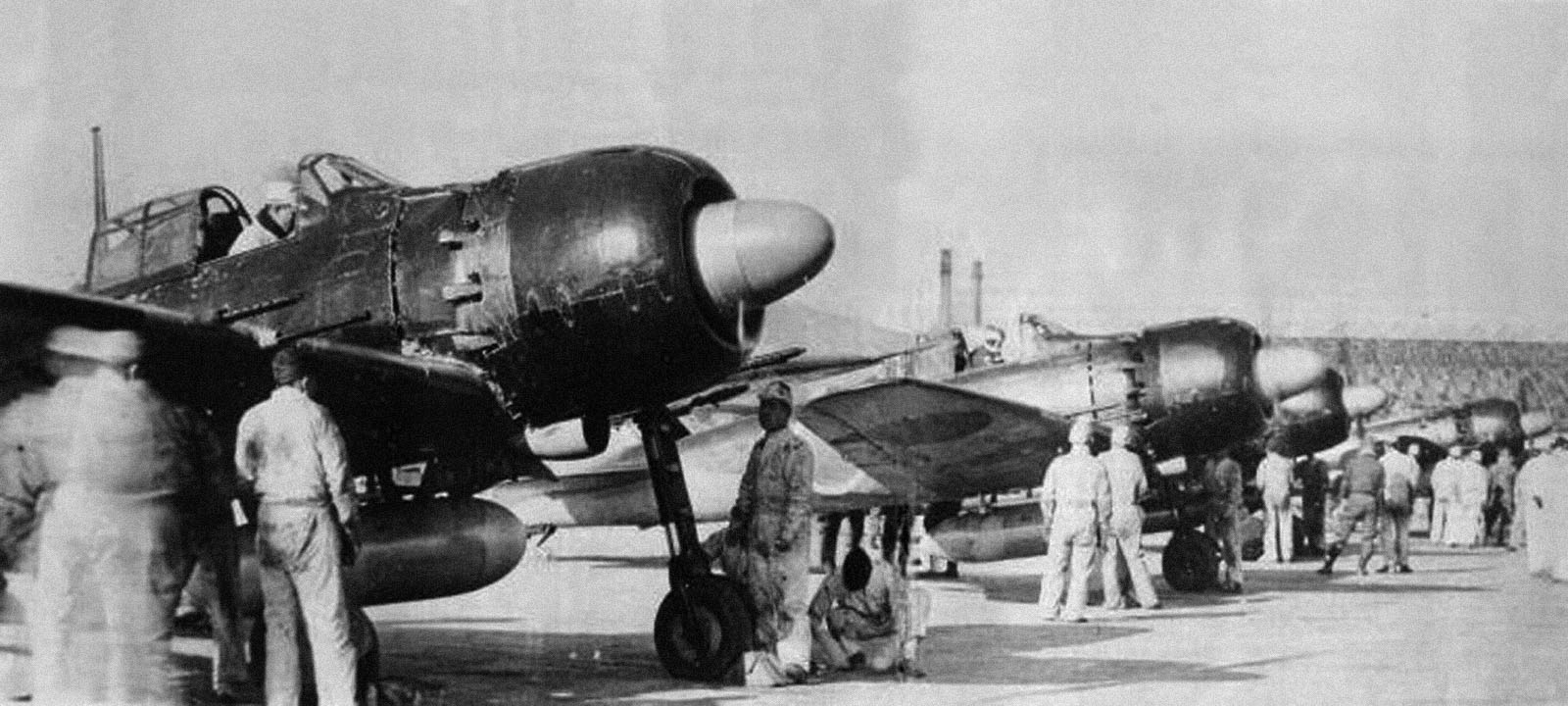
Cazas Mitsubishi A6M listos para despegar desde sus bases de Corea rumbo a la isla de Kyushu. Se aprecia el depósito suplementario de combustible bajo el fuselaje.

El primero de una serie de éxitos fue el ataque a Pearl Harbor, la base estadounidense en las Hawái, el domingo 7 de diciembre de 1941. El arduo entrenamiento dio como resultado un sorprendente ataque japonés muy similar al de Tarento, de hecho, los japoneses se habían fijado en este ataque al elaborar el plan Z. El resultado de este ataque sorpresa en dos oleadas sucesivas fue paradójico para el Japón, pues hundió no solo los acorazados estadounidenses, sino también su concepto como elemento básico de una marina de guerra. Los japoneses perdieron 29 aviones con sus 55 tripulantes, así como los 5 minisubmarinos que participaron en el ataque y 9 de sus tripulantes. El décimo marino fue el primer prisionero de guerra japonés. Las bajas estadounidenses ascendieron a 2.403 muertos, 5 acorazados hundidos, otros 3 dañados, 3 cruceros hundidos, 3 destructores hundidos, 188 aviones destruidos y otros 155 dañados.
Los japoneses se habían entrenado para una batalla decisiva que nunca llegó, en que su fortaleza se basaba en la superioridad en acorazados. De hecho obligó a los Estados Unidos a usar los portaaviones como arma ofensiva y su desempeño a la larga resultó funesto para la Armada Imperial Japonesa. Otro hecho relevante fue que despertó en los estadounidense el deseo de lucha y venganza, levantando y transformando la alicaída moral inicial en coraje hacía el pueblo japonés.
Junto con el ataque a Pearl Harbor, los japoneses iniciaron la conquista de Indochina, al tiempo que una fuerza conducida por el almirante Kondo llegaba el 9 de diciembre a la denominada Área Sur donde se debía conquistar las Filipinas, las Indias Orientales Neerlandesas y la península Malaya.

### Éxitos iniciales

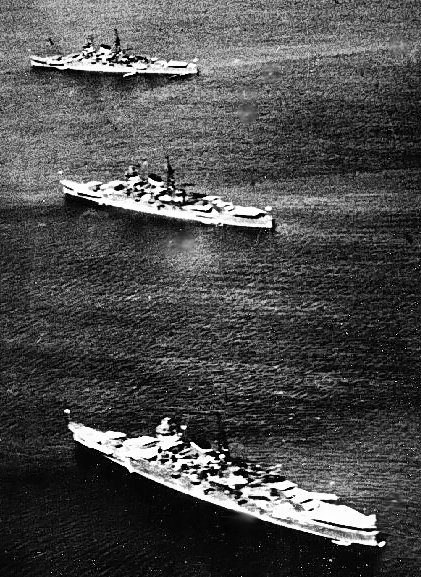
Cruceros de la clase Mogami.

El 10 de diciembre hundieron mediante un ataque aéreo al acorazado HMS Prince of Wales (53) y al crucero de batalla HMS Repulse. Los aviones japoneses estaban basados en Indochina y las fuerzas del almirante Kondo no tuvieron necesidad de intervenir a pesar de que ya se dirigían al sector. (ver: Hundimiento del HMS Prince of Wales y del HMS Repulse)
El 11 de diciembre los japoneses efectuaron la Invasión de Wake, forzando después de dos dramáticos intentos de desembarco, a rendirse a los Marines y personal civil que guarnecían la isla y que dieron una feroz defensa hundiendo al primer buque de guerra japonés, el destructor Hayate. Los japoneses se vieron obligados a emplear unidades mayores como los portaaviones Hiryu y Soryu que venían de vuelta desde Pearl Harbor para rendir la isla, capturando a 98 civiles. La pérdida de Wake fue considerada como irrelevante por Estados Unidos.
Para comienzos de 1942, las posiciones japonesas en el Pacífico Sur estaban consolidadas. Sumatra había sido conquistada, Singapur estaba a pasos de caer, la isla de Borneo estaba siendo conquistada, Timor estaba en vías de ser invadida y nada podía contener el imparable avance japonés que convergía en Java, mientras Estados Unidos todavía no se recuperaba del impacto producido por el ataque a Pearl Harbor.

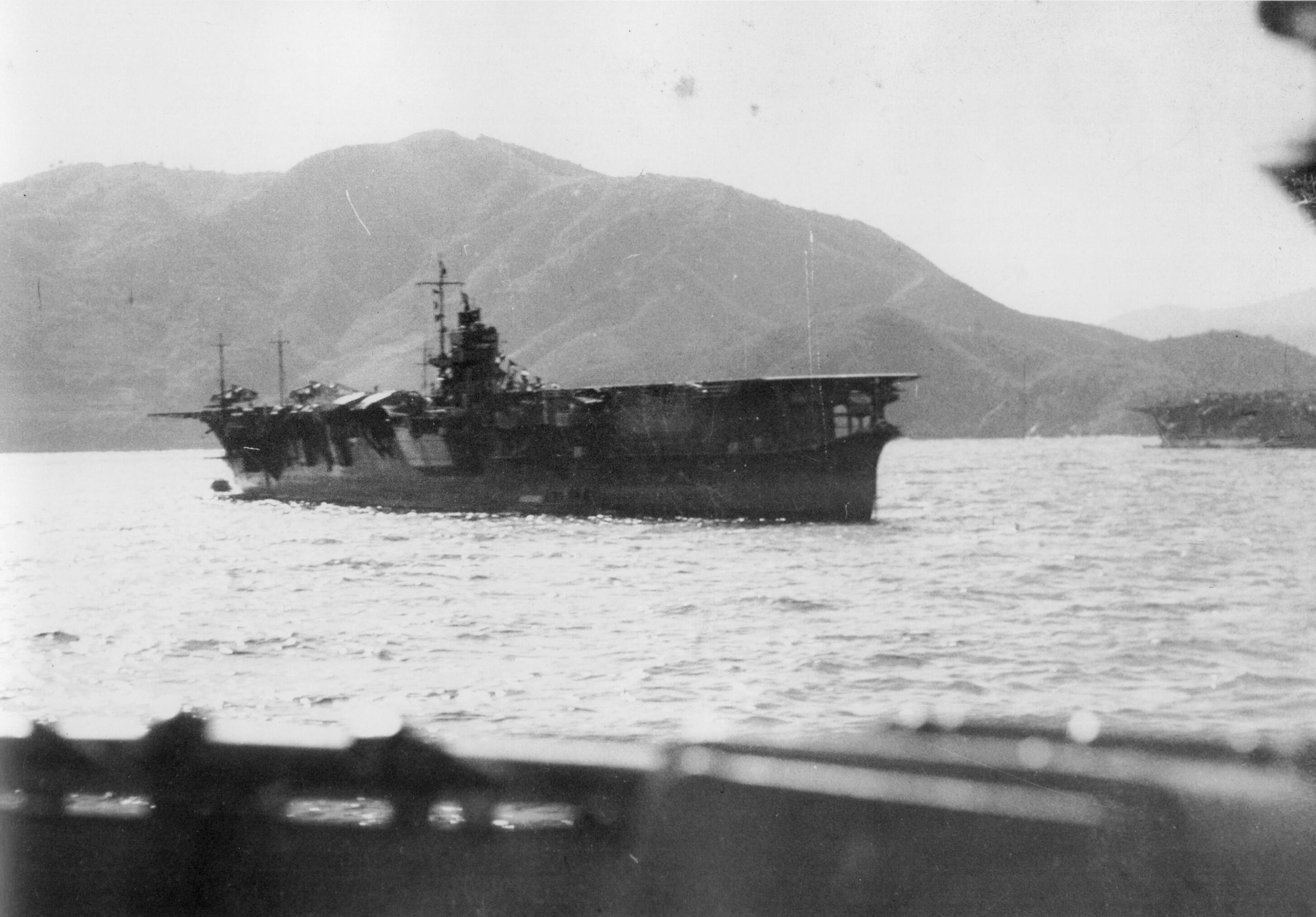
Portaaviones Soryu.

El 4 de febrero de 1942, una fuerza combinada neerlandesa-estadounidense fue atacada por bombarderos japoneses en Bali, averiando gravemente al SS Houston y al SS Marblehead, este hecho desembocaría en consecuencias para los aliados, el 18 de febrero cuando las fuerzas del contraalmirante Karel Doorman fueron rechazadas en un combate naval en que participó el crucero ligero Nagara y tres destructores en el estrecho de Lombok, en el área de Bali, perdiendo los estadounidenses el destructor Piet Hein y el Tromp.
Este episodio sería considerado como la Batalla del Mar de Java en su primera fase. La segunda fase sería el 25 de febrero de 1942, cuando las fuerzas conducidas por Karel Doorman constituidas por una reducida fuerza de cuatro cruceros: De Ruyter, Java, Perth y Houston.  Salieron desde Surabaya en busca de los transportes japoneses que realizaban la invasión de la isla de Java y tropezaron con una fuerza japonesa compuesta por los cruceros pesados Nachi y Haguro, esta vez la derrota aliada fue contundente bajo los torpedos Long Lance japoneses que decidieron la batalla hundiendo al De Ruyter y al Java, Doorman se retiró con los otros dos bastante dañados. Días más tarde, el 28 de febrero serían cazados y hundidos el HMS Exeter en el estrecho de la Sonda, el HMAS Encounter y el USS Pope.
En abril de 1942, la mayoría de las unidades navales japonesas estaban repostando en aguas metropolitanas, lo que no impidió que una fuerza estadounidense compuesta por el USS Hornet y el USS Enterprise se acercaran al perímetro defensivo japonés y efectuaran la Incursión Doolittle, provocando a los altos mandos japoneses a mantener una mayor cantidad de unidades para la defensa costera y a acelerar sus planes de aniquilamiento de las fuerzas estadounidenses en el Pacífico.
Los japoneses a fines de marzo de 1942 se introdujeron en el Golfo de Bengala con las fuerzas de portaaviones y pusieron en fuga a las fuerzas inglesas hundiendo al vetusto HMS Hermes, a los cruceros HMS Cornwall y al HMS Dortsetshire frente a Trincomali, Ceilán (véase Incursión en el Océano Índico). Prácticamente no quedaron fuerzas navales inglesas existentes en la región y la conquista de Java se completó con éxito. El siguiente evento sería la llamada Batalla del Mar del Coral en mayo de 1942, el primer enfrentamiento entre portaaviones en donde los japoneses en el curso de la Invasión a Tulagi consiguieron una trabajada victoria táctica al hundir al USS Lexington (el portaaviones más grande en su momento junto a su gemelo el USS Saratoga) y dañar gravemente al USS Yorktown (de hecho los japoneses lo dieron por hundido) a cambio del hundimiento del portaaviones ligero Shōhō y daños graves al Shōkaku.

### Inflexión en Midway

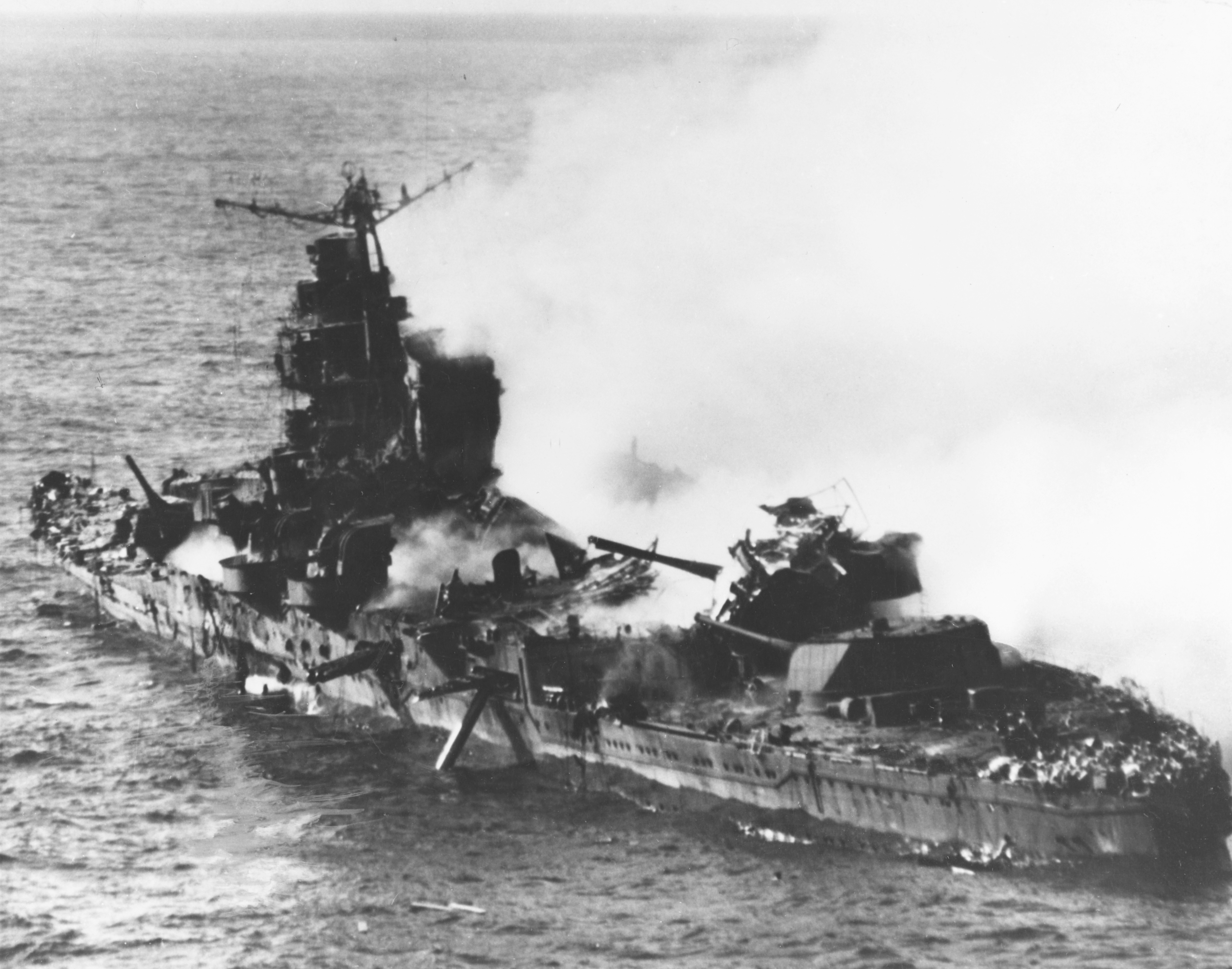
Crucero Mikuma bombardeado en las cercanías de Midway.

Desde hacía unos meses la inteligencia japonesa trabajaba en recabar información sobre un objetivo llamado AF, pero la inteligencia estadounidense estaba en poder del código Púrpura japonés y los japoneses, sin saberlo, estaban siendo vulnerados en sus mensajerías militares por la inteligencia estadounidense. Midway eran dos islas usadas como pistas de emergencia por la Pan Am para sus vuelos transoceánicos en medio del Pacífico. La idea del almirante japonés Isoroku Yamamoto, a sugerencia de Ukagi, uno de sus estrategas, era apoderarse de las islas Midway y provocar a la Armada estadounidense a una batalla. Luego de aniquilarla, las islas Hawái y toda la costa oriental estadounidense estaría al alcance de sus cañones. Durante los juegos de guerra emulando la Batalla de Midway, celebrados a bordo del nuevo acorazado Yamato, las pérdidas japonesas indicaban a lo más un portaaviones hundido y otro gravemente dañado. La operación fue aprobada. Con el máximo sigilo se hicieron los preparativos para la operación, paralelamente se coordinó una operación distractiva paralela que pretendía conquistar las islas Aleutianas, específicamente a las estaciones Attu y Kiska.
Participaban en esta operación las nuevas unidades: el acorazado Yamato y los portaaviones Junyo y Hiyō.
Mientras tanto, los estadounidenses al tanto de que el próximo objetivo era Midway se prepararon reforzando la defensa de las islas enviando aviones, cañones y personal militar. El USS Yorktown, gravemente dañado en la Batalla del Mar del Coral y dado por hundido por los japoneses, fue reparado en el plazo de tres días en un gran esfuerzo obrero y para dicha del almirante Chester Nimitz, Estados Unidos podía entonces contar con tres portaaviones operativos: El USS Yorktown, el USS Enterprise y el USS Hornet, ya que el USS Saratoga estaba siendo reparado en San Diego por daños de ataque de torpedo.
El 4 de junio de 1942, la fuerza japonesa se acercó a Midway con el objetivo de apoderarse de esta mediante una operación anfibia, previa a un ablandamiento por bombardeo aéreo de sus defensas. Sin embargo, los aviadores japoneses se encontraron con una inesperada defensa cerrada por parte de los defensores de la isla, lo que causó confusión. Por otro lado, los portaaviones de Fletcher se acercaron por el suroeste y comenzaron a buscar desesperadamente a los portaaviones japoneses. La desigualdad de fuerzas favorecía enormemente a los japoneses. En el primer ataque aéreo los japoneses perdieron 10 aviones y no lograron ablandar las defensas estadounidenses, por lo que se recomendó un segundo ataque. El grueso de Yamamoto aguardaba a 1000 millas de distancia la espera de poder intervenir si aparecían objetivos que pudiesen interferir la operación. Comandaba la flota de portaaviones japoneses, el almirante Chuichi Nagumo quien recibió los primeros informes del primer ataque aéreo. Precavidamente había dejado suficientes aviones cargados con torpedos para el caso de que se detectaran naves enemigas.
Los aviones de exploración fracasaron en alertar a Nagumo de la presencia en el área de los tres portaaviones estadounidenses por no reponer a aquellos que presentaron fallos en su reconocimiento. Sin embargo, no fallaron los exploradores estadounidenses quienes ubicaron a los portaaviones y a la fuerza de invasión japonesa a 320 millas al noroeste de Midway, transmitiendo la información a Midway y a los portaaviones de Fletcher. Entretanto Nagumo dio una orden fatal, el cambiar los torpedos con bombas para realizar la segunda pasada por Midway, cuando se había completado la maniobra con una pérdida de tiempo crucial, se detectó un solitario portaaviones enemigo en el área y junto con ese comunicado, se recibió el primer ataque desde aviación estadounidense embarcada, la cual fue rechazada por la cerrada y efectiva defensa antiaérea de los portaaviones japoneses, 80 estadounidense perdieron su vida en dichos ataques.
Nagumo ordenó enviar la segunda oleada, sin embargo aviones de bombardeo en picado del USS Enterprise localizaron a los portaaviones en ese débil momento y tocaron a tres de los cuatro valiosos  portaaviones de Nagumo con resultados realmente  devastadores, El Akagi, Kaga y Soryu quienes se hundieron. El Hiryu de Tamon Yamaguchi se salvó solo por estar oculto a la vista de los estadounidenses por unas nubes y situado más al norte. El Hiryu intentó revertir los resultados adversos y atacó al USS Yorktown. Una segunda oleada volvió a atacar al mismo portaaviones por lo que Yamaguchi pensó que había tocado a dos. Fue sin embargo localizado por aviones del USS Enterprise y dañado tan gravemente que se hundió más tarde. La pérdida de los cuatro portaaviones y sus valiosos grupos aéreos fueron desastrosos para Japón, quien a partir de ese momento ya no pudo llevar más la iniciativa plena en las acciones en el Pacífico oriental. La conquista de Attu y Kiska fueron un pobre consuelo para Yamamoto y los Estados Unidos consideró estas pérdidas como poco relevantes.

### Consecuencias post-Midway
Una vez terminada la batalla, Japón perdía no solo los 4 portaaviones mencionados, sino que también sufrió la merma de tripulaciones aguerridas y entrenadas, la élite de la aviación naval fue aniquilada en Midway. Inmediatamente el alto mando japonés consideró reponer las pérdidas materiales y ordenó varias reconversiones en astilleros. Una de estas reconversiones fue el tercer miembro de la clase Yamato, el Shinano desde acorazado a portaaviones. Asimismo, varios transatlánticos de línea fueron reconvertidos a portaaviones ligeros y además los acorazados Ise y Hyuga fueron pasados a los astilleros para su reconversión en buques mixtos con una plataforma para hidroaviones a popa.
La larga campaña (mayo 1942 hasta el final de la guerra) de las Islas Salomón, pese a iniciarse con un resultado incierto en el Mar del Coral, constituyó otro fracaso estratégico, no consiguieron aislar Australia y el desgaste en hombres y material acumulado en varios años de lucha influyó decisivamente sobre el potencial militar japonés. 
En 1943, los japoneses pasaron a la defensiva, dirigiendo su atención a mantener el perímetro defensivo formado en la Micronesia, lejos de la metrópoli; planeaban absorber y desgastar la esperada contraofensiva estadounidense. Sin embargo, el poder industrial estadounidense se hace evidente y las fuerzas militares que enfrentó a los japoneses a partir de 1943 eran abrumadoramente superiores en potencia de fuego y equipo. De finales de 1943 a 1944 Japón no pudo sostener su perímetro defensivo.
La derrota en el Mar de Filipinas (junio de 1944) fue un desastre para la reserva aeronaval japonesa, los pilotos estadounidenses calificaron a la batalla como la Gran caza de pavos de las Marianas, mientras la batalla del Golfo de Leyte (octubre de 1944) condujo a la destrucción de gran parte de la flota de superficie. Durante la última fase de la guerra, la Armada Imperial Japonesa recurrió a medidas desesperadas, incluyendo ataques suicidas aéreos y submarinos con los pilotos Kamikaze y los torpedos tripulados Kaiten. Antes de julio de 1945 todas las naves de guerra, excepto una, habían sido hundidas.